# Grayland
Grayland az Amerikai Egyesült Államok északnyugati részén, Washington állam Grays Harbor megyéjében elhelyezkedő statisztikai település. A 2010. évi népszámlálási adatok alapján 953 lakosa van.
Grayland postahivatala 1916 óta működik.

## Éghajlat
| Hónap                         | Jan.  | Feb.  | Már. | Ápr. | Máj. | Jún. | Júl. | Aug. | Szep. | Okt. | Nov.  | Dec.  | Év    |
| ----------------------------- | ----- | ----- | ---- | ---- | ---- | ---- | ---- | ---- | ----- | ---- | ----- | ----- | ----- |
| Rekord max. hőmérséklet (°C)  | 20,0  | 24,4  | 24,4 | 28,9 | 35,0 | 34,4 | 36,1 | 34,4 | 32,2  | 28,9 | 22,8  | 17,8  | 36,1  |
| Átlagos max. hőmérséklet (°C) | 9,4   | 10,6  | 12,2 | 13,3 | 15,6 | 17,8 | 18,9 | 19,4 | 19,4  | 15,6 | 11,7  | 8,9   | 14,4  |
| Átlagos min. hőmérséklet (°C) | 3,3   | 2,8   | 3,9  | 5,0  | 7,8  | 9,4  | 11,1 | 11,1 | 9,4   | 6,7  | 4,4   | 2,2   | 6,4   |
| Rekord min. hőmérséklet (°C)  | −16,1 | −12,8 | −5,6 | −2,8 | −2,8 | −6,1 | 0,0  | −2,8 | −1,1  | −6,1 | −11,1 | −13,9 | −16,1 |
| Átl. csapadékmennyiség (mm)   | 282   | 208   | 205  | 145  | 91   | 65   | 35   | 42   | 65    | 192  | 307   | 274   | 1911  |
| Forrás: The Weather Channel   |       |       |      |      |      |      |      |      |       |      |       |       |       |

## Népesség
A település népességének változása:
| Lakosok száma | 1002 | 953  | 847  |
|               | 2000 | 2010 | 2020 |

## Nevezetes személyek
- Bill Ransom, író[6]
- Colin Cowherd, televíziós műsorvezető[7]

## Fordítás
- Ez a szócikk részben vagy egészben  a   Grayland, Washington című angol Wikipédia-szócikk ezen változatának fordításán alapul.  Az eredeti cikk szerkesztőit annak laptörténete sorolja fel. Ez a jelzés csupán a megfogalmazás eredetét és a szerzői jogokat jelzi, nem szolgál a cikkben szereplő információk forrásmegjelöléseként.